# Agnostida
Die Agnostida sind eine von gegenwärtig neun anerkannten Ordnungen der Klasse der Trilobiten. Es waren kleine bis sehr kleine Trilobiten von meist nur wenigen Millimetern Länge, mit in der Form sehr ähnlichem Kopfschild (Cephalon) und Schwanzschild (Pygidium), typischerweise oft eingerollt.
Der Kopfschild ist in der Regel beinahe kreisrund angelegt und entspricht in Form und Größe oft dem Schwanzschild, so dass man auf den ersten Blick nicht immer direkt sieht, was man vor sich hat, den Kopf oder den Schwanz. Es sind oft keine Häutungsnähte erkennbar.

## Vorkommen
Diese kleinen Trilobiten sind typisch für das Kambrium. Arten der Agnostina kommen aber bis Oberes Ordovizium vor.

## Unterordnungen
Diese Ordnung hat zwei Unterordnungen: Agnostina und Eodiscina. Die Agnostina haben immer einen zweigliedrigen Thorax und stets keine Augen. Die Eodiscina haben meistens einen dreigliedrigen Thorax und meistens fehlen die Augen.